# اودو نووارا و یاتینووارا
اودو نووارا و یاتینووارا (به لاتین: Udu Nuwara and Yatinuwara) یک منطقهٔ مسکونی در سری‌لانکا است که در استان مرکزی (سری‌لانکا) واقع شده‌است.